# PfSense
pfSense este un sistem de operare (OS) bazat pe FreeBSD, derivat din m0n0wall, OS ce folosește filtrul de pachete pf din sistemul de operare OpenBSD. Scopul diferă față de m0n0wall - pfSense vrea să ofere o platformă cu facilități superioare de routing.  pfSense versiunea 1.0.1 a fost lansată la 20 octombrie 2006  . La 10 iulie 2007 echipa pfSense a anunța suport comercial pentru software  . La 7 noiembrie 2007 a fost lansată versiunea 1.2 a lui pfSense. 

## Facilități suplimentare
pfSense oferă un număr de facilități suplimentare față de m0n0wall, dar necesită mai multă memorie și capacitate de disc dur. Sistemul de operare oferă posibilitatea de a conecta mai multe conexiuni WAN, precum și load balancing. pfSense oferă și un Captive Portal care îi permite administratorului să limiteze sesiunile într-un mod similar cu programele folosite de cafenelele Internet. 